# Курс
Курс (од енгл.  — „уређени низ делатности”) је скраћени а често убрзани, тип образовања. Tраје обично кратко али интензивно и обично се његово трајање креће од месец дана до шест месеци. Курс се не сматра редовним школовањем али може да буде саставни део. 
Постоје разни курсеви као што је на пример курс шивења, курс за управљање моторним возилом, курс за непливаче, курс за одвикавање од пушења, курс дактилографије, курс техничког цртања, курс за поправку уређаја беле технике.
На факултетима, где постоје изборни предмети, често се под термином курс подразумева предмет који траје један или два семестра.
Нарочито код наставе за ванредне студенте, по факултетима и одељењима, који се сматрају истуреним у односу на матични (у другом су граду), држе се интензивни курсеви који трају недељу дана уместо да се предавања нпр по једном недељно развуку кроз цело полугође.